# Белое пятно (фестиваль)
Бе́лое пятно́ — конференция, фестиваль литературы (до 2010 года посвящён исключительно фантастике), проводится в Новосибирске.

## Белое пятно-94
Первый конвент прошёл в г.Новосибирске 21—27 ноября 1994 года. В рамках фестиваля состоялись концерты, аукционы, спектакли, семинары, вечер памяти М. Михеева и В. Бугрова, встречи издателей, «хоббитские игрища», а также конкурс рукописей на призы «Белого пятна». В жюри конкурса вошли Кир Булычев, Владислав Крапивин, Геннадий Прашкевич, Михаил Успенский.
Писателям было предложено принять участие как в литературном конкурсе, так и в аукционе изданных книг и рукописей, издателям — представлены и рекомендованы лучшие конкурсные произведения.
Книготорговые компании, в свою очередь, получили возможность полноценного обзора сибирского книжного рынка. Фанаты могли лицезреть своих кумиров и принять участие в обширной развлекательной программе.
Организаторами выступили Евгений Носов, Михаил Миркес и др. новосибирские авторы-фантасты. Генеральным спонсором мероприятия — региональная газета «Молодость Сибири».
Почётными гостями Белого Пятна-94 стали: Василий Головачёв, Владимир Васильев (Москва), Михаил Успенский (Красноярск), Андрей Лазарчук (Красноярск), Леонид Кудрявцев (Красноярск), Юлий Буркин (Томск), Александр Рубан (Томск), Виктор Колупаев (Томск), Николай Романецкий (Санкт-Петербург), Сергей Лукьяненко (Алматы), Борис Завгородний (Волгоград). Ввиду различных причин не смогли принять участие в фестивале: Игорь Можейко (Москва), Владислав Крапивин (Екатеринбург), Евгений Лукин (Волгоград), Василий Щепетнев (Воронеж), Борис Штерн (Киев).

## Белое пятно-95
В 1995 году прошёл второй конвент «Белое пятно», но из-за небольшого бюджета и скромного проведения не получил большого резонанса.

## Белое пятно-09

Геннадий Прашкевич и победители «Белого Пятна-09»: Дарья Беломоина, Татьяна Сапрыкина, Вадим Цин

В ноябре прошёл Конвент-2009, посвящённый 15-летию «Белого Пятна». Организатором фестиваля выступил департамент культуры администрации Новосибирской области. В оргкомитет вошли: писатели-фантасты Геннадий Прашкевич, Анатолий Шалин, Виталий Пищенко, Константин Бояндин, Сергей Павлов, Василий Головачёв, Владимир Ларионов, Сергей Лукьяненко (на фестивале не появился — писал мюзикл «Ночной дозор») и др.
Помимо прочего в рамках фестиваля проводился Конкурс домашнего школьного сочинения «Каникулы 2109 года: Новосибирск — Будущий» в котором приняли участие ученики средних (и косвенно старших) классов города Новосибирска и Новосибирской области.

## Белое пятно-10
В 2010 году фестиваль «Белое пятно» расширил свой формат: его мероприятия были посвящены литературе вообще, а не отдельно жанру фантастики.
Среди участников фестиваля 2010 года: писатели Захар Прилепин, Артур Гиваргизов, Владимир Костин, Михаил Тарковский, Михаил Щукин, генеральный директор Всероссийской государственной библиотеки иностранной литературы Екатерина Гениева, ученый и политолог Сергей Кара-Мурза.
В программу литературного фестиваля «Белое пятно» входили встречи с писателями, литературная конференция «Союз новаций и традиций в литературном пространстве» в Художественном музее, презентация проекта «Большое чтение» и многое другое.
Фестиваль проходил 18—20 ноября 2010 года при поддержке министерства культуры Новосибирской области, его организаторами выступили Новосибирская государственная областная научная библиотека, а также ряд других библиотек города.

## Белое пятно-11
С 17 до 19 ноября 2011 года прошёл очередной Конвент, приуроченный к столетию со дня рождения сибирского писателя Михаила Михеева — автора многочисленных фантастических произведений, в том числе, романа «Тайна белого пятна».